# Мельничный (редут)
Редут Мельничный — сторожевое укрепление Тоболо-Ишимской линии, находится селе Мельничное Омского района Омской области, памятник истории.
Укрепления редута состояли из вала и рва, а также из надолб, рогаток. На территории редута находились пороховой погреб, кладовой амбар, офицерский дом, солдатские казармы, конюшня, сени, караульная изба, баня.
В начале XIX века редут утратил военное назначение.